# Sommancourt
Sommancourt é uma comuna francesa na região administrativa de Grande Leste, no departamento de Haute-Marne. Estende-se por uma área de 5,73 km². Em 2010 a comuna tinha 71 habitantes (densidade: 12,4 hab./km²).